# مرزها (فیلم ۲۰۲۳)
مرزها (به انگلیسی: Frontiers (2023 film)) یک فیلم کانادایی درام محصول ۲۰۲۳ کانادا به نویسندگی و کارگردانی گای ادوین است. این فیلم پاسکال بوسیرز را در نقش دایان مسیه، زنی در منطقه استری در کبک بازی می‌کند که به دنبال یک تصادف غم‌انگیز دچار اضطراب و پارانویا شده و مادرش آنجل را رهبری می‌کند.
بازیگران نیز شامل کریستین بولیو، چیموه میلر، ماریلین کستونگوای، پاتریس گودین، ماکسیم دو کوتر، دنیس لاروک، سیلوین ماسه، ماری-فرانس مارکوت، ماری-مادلین سار، و مگان هستند. پرولکس هستند.
تولید این فیلم در سنت آرماند، کبک در اکتبر ۲۰۲۱ آغاز شد.
این فیلم برای اولین بار در ۳ مارس ۲۰۲۳ در در سینما به نمایش درآمد.